# Migrénaura
A migrénaura tipikusan a fejfájással járó migrénes roham bevezető tünete, mely főként fénylő, vibráló, káprázásjellegű látási zavarok és egyéb idegrendszeri tünetek formájában jelenik meg. Fejfájás nélkül, kizárólag látási zavarok formájában is jelentkezhet. Szokásos időtartama fél óra. Amennyiben a panaszok kizárólag látászavarok formájában jelentkeznek, a betegség felismerése nehéz, mivel a betegek panaszaikat szemészeti problémának vélik és az eltérés nélküli szemészeti leletek alapján gyakori a tévesen negatív diagnózis.
A migrénaura mint kifejezés nem tévesztendő össze az epilepsziás rohamot megelőző aura tünetekkel és az ezotériában használt aura kifejezéssel.
A migrénaurával kapcsolatos látási jelenségeket semmiképpen sem szabad összetéveszteni a szem üvegtestében gyakorta úszkáló csillámló szálakkal, vagy az erős fénybe nézés után jelentkező utóképpel és átmeneti látáscsökkenéssel.

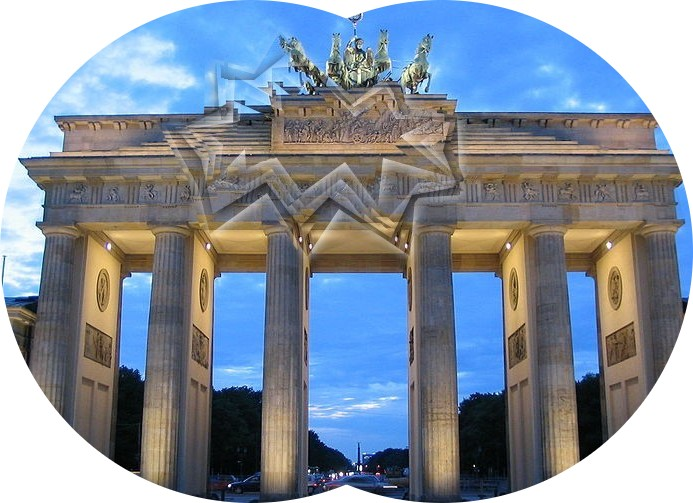
cikk-cakk vonalak

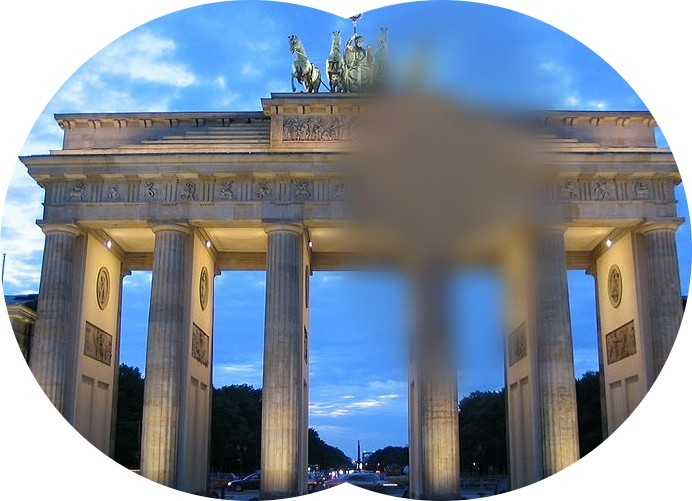
látótérkiesés (scotoma)

## Előfordulása és változatai
Az aurajelenséggel kísért migrént először Hippokratész írta le, mint olyan erős, féloldali fejfájást, melyet villódzó fényekből álló látási jelenség előz meg. Noha a migrénes betegek körülbelül háromnegyedénél nem tapasztalható a fejfájást megelőző aurajelenség, a betegek egynegyedénél úgynevezett aurás tünetek jönnek létre, melyek általában a fejfájás előtt fél-egy órával jelennek meg, többnyire ugyanennyi idő alatt elmúlnak, majd ezt követi a fejfájás. Nőknél a betegség gyakoribb. Vannak, akik az aurás rohamot csak egy-két alkalommal tapasztalják meg életük során, másoknak akár heti több, aurával kísért migrénes rohamot kell kiállni akár élethosszan. Már két klasszikus, aurával járó migrénes roham elegendő a betegség kimondásához.
A migrénes rohamok durván háromnegyede nem jár bevezető aurával. Kis százalékban előfordul, hogy a migrénes aurát egyáltalán nem, vagy csak elhanyagolható mértékű fejfájás követi.
A normál migrénes aura többnyire a látótér közepe táján kezdődik, lassan növekszik, közben halad a látótér széle felé. Lényeges, hogy egyidőben és egyforma módon jelentkezik mindkét szemen, ezt a szemek felváltva eltakarásával ellenőrizhetjük. Amennyiben a panaszok kizárólag az egyik szem részleges vagy teljes látását érintik, a másik szemen a tünetek nem észlelhetőek, többek között retinális, illetve okuláris migrén állhat a háttérben.
Sok beteg a közelgő migrénes/aurás rohamot 12-24 órával korábban megérzi. Ilyen megelőző tünet lehet többek között a szokatlan álmatlanság, hirtelen farkaséhség, feltűnő élénkség és hiperaktivitás érzete, néhány másodperces látászavarok.
Ritkán a migrénaurás tünetek napokig fennállhatnak. Még ritkább az úgynevezett perzisztens vagy permanens aura, mely változó intenzitással hónapokon, éveken keresztül is fennáll. Utóbbiknál gyakran nem migrén, hanem inkább egyéb agyi történés áll az aura mögött (pl. vérkeringési zavar, lezajlott stroke).

## Okai
A migrénes betegség és a vele járó aurajelenség pontos okai még nem tisztázottak. Az agyi erek görcsös összehúzódása, majd kitágulása, valamint az agy hátsó részén lévő látóközpont tájáról lassan, hullámként előreterjedő átmeneti működészavart, a látóközpont oxigénhiányos állapotát, a látóideg sérülését feltételezik a panaszok hátterében.

## Tünetek

### Szemkáprázás, látási zavarok

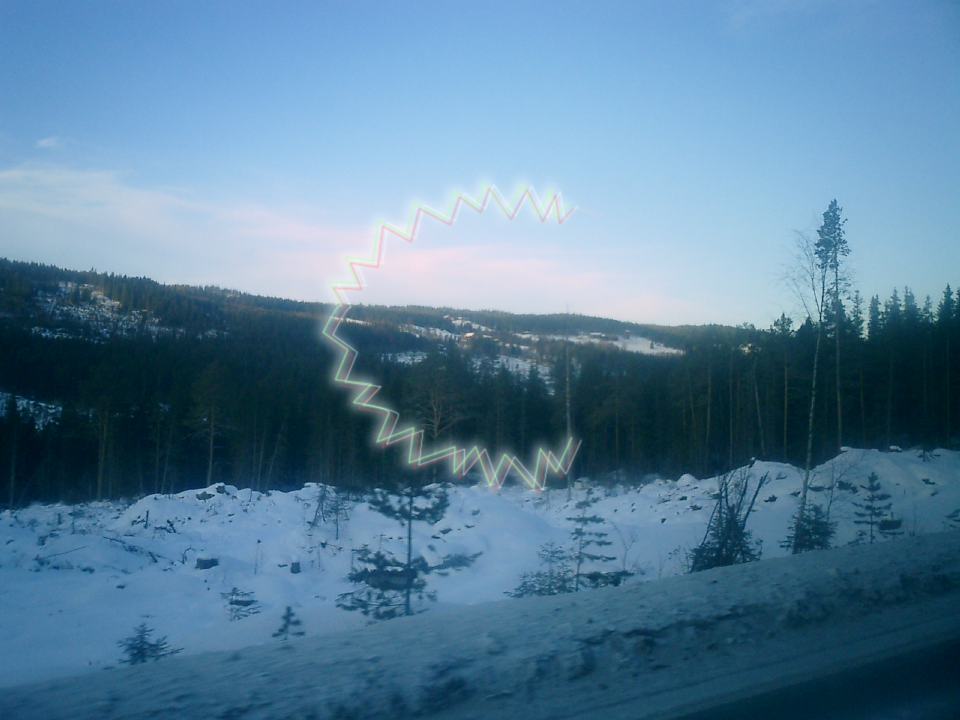
Vibráló cikk-cakk vonalak, az egyik leggyakoribb tünet

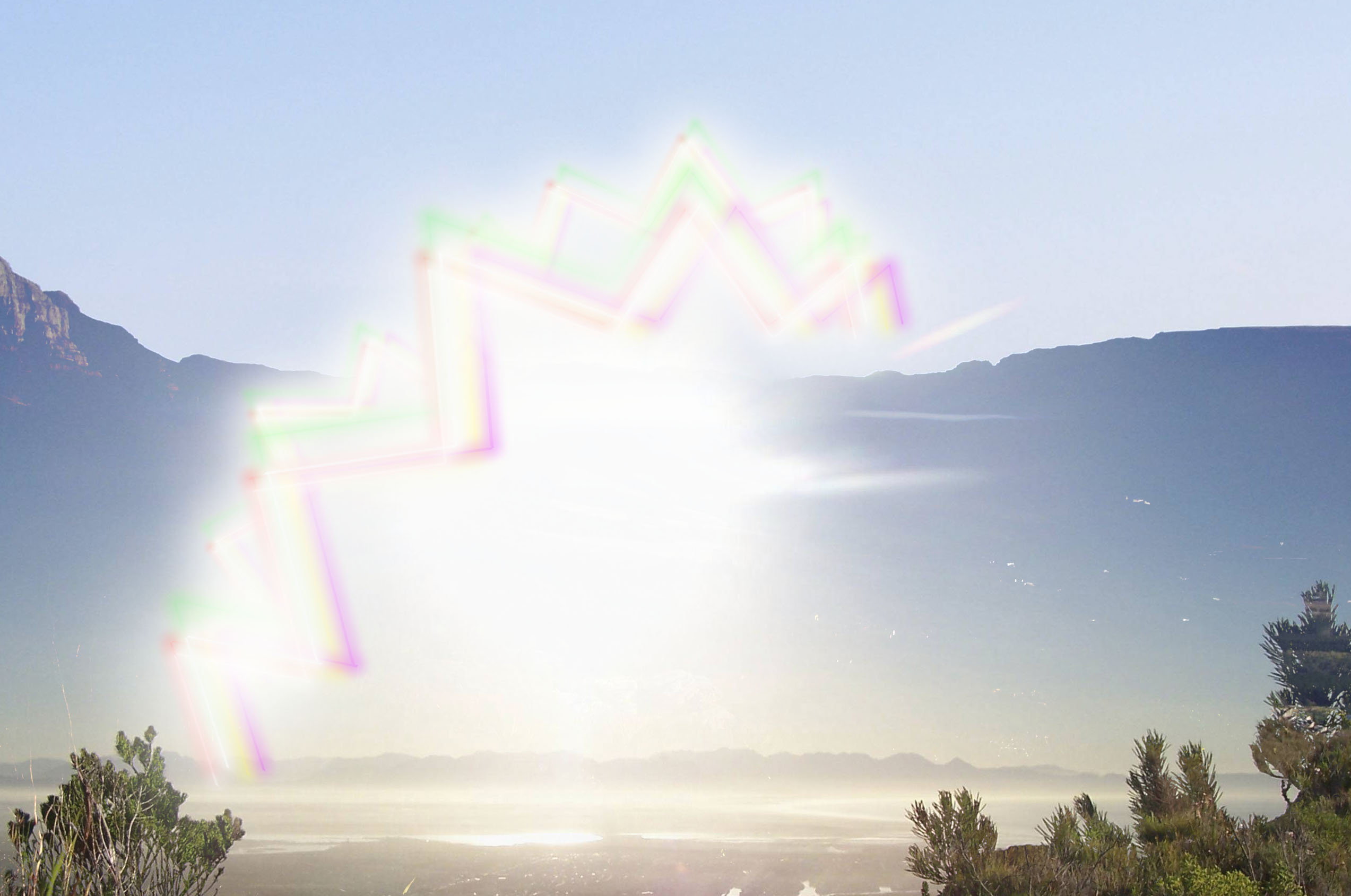
Vibráló cikk-cakk vonalak

A migrénes aura legjellemzőbb tünete egyfajta látási zavar, mely mindenkinél másképpen, de egyidejűleg mindkét szemen egyformán jelentkezik. A látászavarok kezdetekor, főként a jelenség igen félelmetes mivolta miatt reszketés, szorongás, akár pánikroham is bekövetkezhet.
Tipikus esetben néhány perc alatt fényérzékenység alakul ki, hirtelen bántóan, szinte vakítóan erősnek tűnik a televízió, monitor, lámpa fénye, de akár a napfény is. Ezután a látás homályossá válhat, a látómező sokaknál hirtelen jelentősen, csőszerűen beszűkülhet, gyakran apró látáskimaradás alakul ki, amely a látómező bármely táján, de főként a közepe táján jelentkezik. A roham elején a látáskimaradás többnyire nem fekete folt, hanem látótérből eltűnt apró részletként jelentkezik (pl. MIGRÉNAURA > MIGRNAURA).
Ezután mindenkinél változó módon egyfajta káprázás, összekapcsolt V betűkre (VVVVVVV), söröskupak szélére, várak mellvédjére emlékeztető kisebb világító és egyben vibráló alakzat jelenik meg, amely eleinte rövid, majd lassan hosszú cikkcakká változik. Formája miatt farkasfog szindrómának is nevezik. Lassan előrehalad és növekszik, elkanyarodik a látómező valamelyik széle felé, majd ott erőteljes, szinte vakító fényű, neonjellegű vibráló kavargás és fekete látáskimaradás után lassan eloszlik. Vannak, akiknél csak egyre növekvő látáskimaradás következik be. Az aura tipikus időtartama fél óra, ezt követi (vagy nem tipikus esetben nem követi) a fejfájás.
Előfordulhat néhány pillanatra szikraként felvillanó, vagy a látómezőn hullócsillagként átsuhanó, villámra vagy tűzijátékra emlékeztető, néhány másodpercig tartó aura is.
Egyes betegeknél különösen bizarr látási jelenségek lépnek fel, eltorzulnak a méretek és arányok.
Az aura szokásos időtartama legfeljebb egy óra. Ha a tünetek nem múlnak, vagy egy óra alatt rosszabbodnak, orvoshoz kell fordulni agyi vérkeringési zavar kizárása céljából.

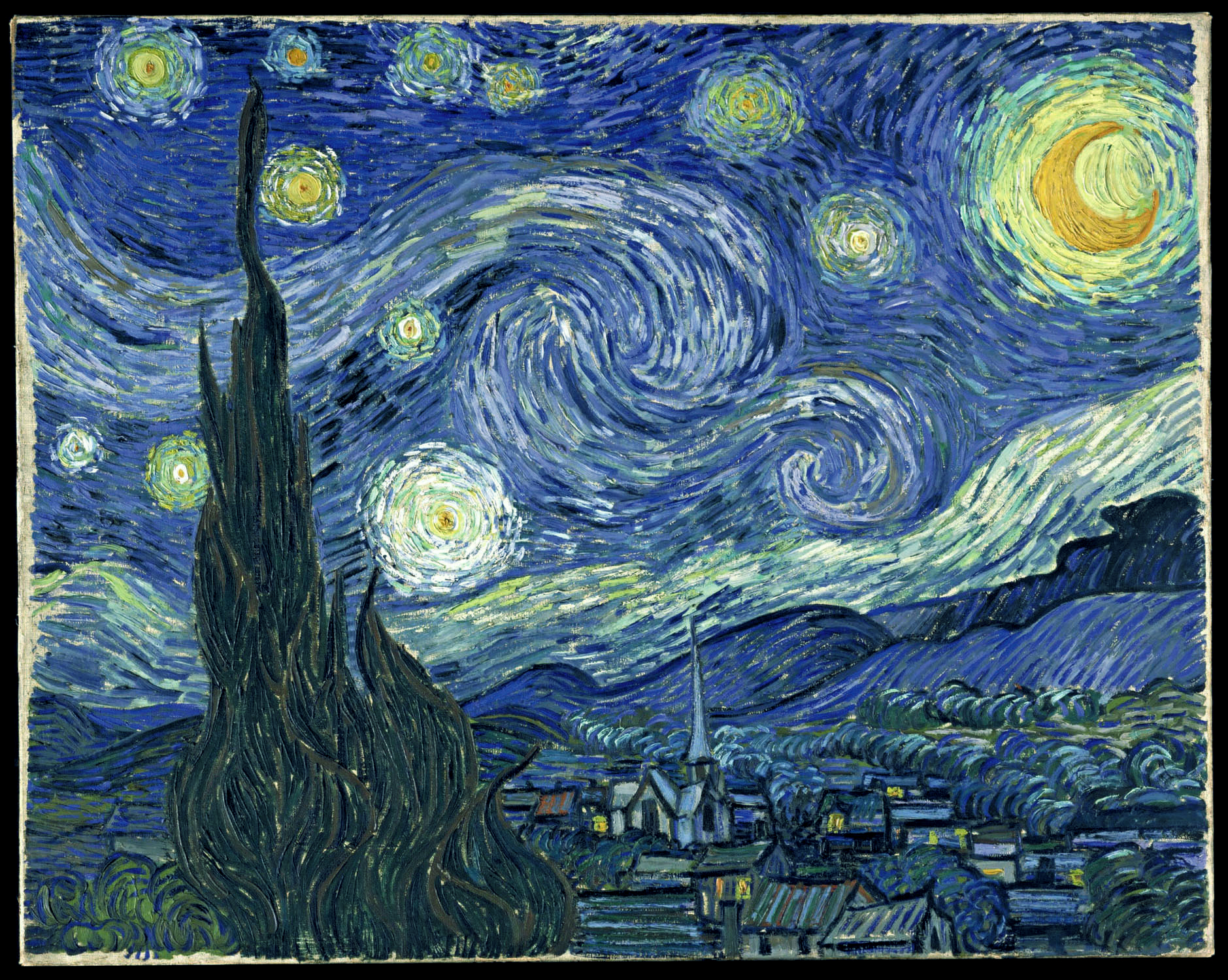
Ezen a Vincent van Gogh festményen a migrénaura befolyását vélik megtalálni

### Csak egy szemre kiterjedő látászavarok
Csak egy szemen jelentkező, de néhány percen, legkésőbb fél órán belül elmúló villódzás vagy sötét látáskimaradás mögött többek között úgynevezett retinális migrén vagy okuláris migrén állhat. Első esetben csak az egyik szem látómezejének egy részére terjednek ki a panaszok, okuláris migrén esetében az egyik szem látása teljes egészében elvész néhány perctől hozzávetőleg egy óráig terjedő időtartamra. A látászavarokat ritkábban követi fejfájás, mint a normál aurás migrént.
Míg a szokványos migrénauránál a tünetek mindkét szemen egyformán jelentkeznek, lassan fejlődnek ki és általában fél órát tartanak, addig a fél szemen jelentkező változat igen gyorsan alakul ki. Van, akiknél néhány másodperc leforgása alatt egy sötét függöny ereszkedik le és az egyik szemen eltűnik a látótér egy része, esetleg a teljes látás, másoknál szikralátás, villódzások kísérhetik a jelenséget. A panaszok általában pár percen belül elmúlnak, a látás normalizálódik.
Mivel a féloldali látáskimaradást egyéb súlyos betegségek is okozhatják, a panaszokat igen komolyan kell venni. Fontos kihangsúlyozni, hogy a retinális, illetve okuláris migrén csak más, esetenként komolyabb betegség kizárása esetén mondható ki.
Sokan a tünetek gyorsan múló jellege miatt nem fordulnak orvoshoz, ami igen veszélyes, mert komoly, a látást vagy akár az életet is veszélyeztető érrendszeri, keringési zavarok is állhatnak a háttérben. Többek között átmeneti agyi keringési zavar (TIA), stroke, retinális érelzáródás, artériagyulladás, látóideg vagy látóidegfőgyulladás, sclerosis multiplex is okozhat féloldali látáskimaradást, villódzó tüneteket.
Csak az egyik szemen jelentkező hirtelen fényfelvillanás, majd azt követő hirtelen látásromlás, részleges, vagy teljes látáskimaradás esetén retinaszakadásra, illetve leválásra is gondolni kell, mindkettő azonnali vizsgálatot, illetve kezelést igényel. Szemmozgatásra jelentkező, főként félköríves fényfelvillanásokat az üvegtest retinára gyakorolt irritációja okozhat, ami egy későbbi retinaszakadás előjele is lehet, ezért mielőbbi alapos szemészeti kivizsgálást igényel.
Átmeneti, egyik szemre kiterjedő látáskimaradás esetén a lehető leggyorsabban keressünk fel szemészeti rendelést akkor is, ha a panaszok néhány perc alatt elmúlnak. A vizsgálat eredménye alapján döntenek a további, többek között kardiológiai, labor és neurológiai vizsgálatokról.
Ha az egy szemre kiterjedő látáskimaradás rövid időn, de legkésőbb fél órán belül nem múlik, a végleges látásvesztés elkerülésére késlekedés nélkül, azonnal szemorvoshoz, orvosi ügyelethez kell fordulni, vagy mentőt kell hívni. Érelzáródás vagy retinaleválás esetén a késlekedés a látás végleges elvesztését okozhatja.

### Egyéb tünetek
A látászavarokat esetenként egyéb érzékszervi zavarok, ízérzés zavara, zsibbadás, felismerési, beszéd és mozgási zavarok, szédülés, hányinger, rossz közérzet, ájulásérzet, végtaggyengeség, görcsös reszketés, félelemérzet, szorongás kísérheti vagy követheti.

## Következmények
A migrénaura közvetlen agyat károsító hatásáról nincsen egyértelmű álláspont. Migrénaurában szenvedőknél CT vizsgálat során gyakrabban láthatók apró, lezajlott agyi mikroinfarktusok nyomai, viszont az ok és okozati kapcsolat nem teljesen ismert. Az aura nélküli migrénes rohamokhoz képest az aurával járó rohamok növelik, a rendszeresen visszatérő, fejfájás nélküli aurák tovább növelik egy esetleges stroke esélyét.
Ha az aurás tünetek erősödnek, vagy egy óra alatt nem múlnak, bénulás, zavarodottság stb. jelentkeznek, azonnal orvoshoz kell fordulni stroke veszélye miatt.
A rendszeresen és gyakran visszatérő migrénes aurák lelkileg is nagyon megterhelik a beteget. Sok beteg az aurát nehezebben viseli el, mint az azt követő fejfájást,  
a rohamoktól való félelem következtében szorongásos, vagy fóbiás megbetegedés is létrejöhet.
Aurás jelenség alatt az autóvezetés, vagy más balesetveszélyes tevékenység végzése nem ajánlott.

## Egyéb látási aurajelenségek

### Permanens aura
A betegek egy csekély részénél a látási aura jelenségek heteken, hónapokon, vagy akár élethosszan fennállhatnak. Ilyen esetben gyakorta nem migrén, hanem lezajlott agyi történés, stroke is állhat a háttérben.

### Visual snow
Sokszor visszatért migrénaurás rohammal is összefügghet a ritka visual snow jelenség. Elfogadott magyar neve nincs, az angol kifejezés értelemszerű fordítása kb. havazásos látás. Legfőbb tünete a rossz minőségű tévéadásokhoz hasonló grízes, kásás látás (visual snow). További tünete lehet a fülcsengés és az egyszínű, erős fényű felületekre való felnézéskor gyors tempóban rohangáló apró féregszerű jelenségek látása, melyek mások, mint a szem üvegtestében lassan úszkáló homályok. Csekély és a látást nem zavaró mértékben, kizárólag kék felületre, égre nézéskor természetes jelenség. Gyakori még teljes sötétségben felvillanó, kavargó, lobogó fények látása, rossz alkalmazkodás a világosság és sötétség között. A jelenség ritka, egyes kutatások szerint migrénaurások között gyakoribb. Oka nem ismert, kutatások sem nagyon történtek, hatásos gyógykezelése nincs.

### Utóképjelenség (palinopsia)
Többször visszatért migrénaurával is kapcsolatba hozható a pozitív és negatív utóképek (afterimage) jelentkezése. Utóképnek azt nevezzük, amikor egy látott kép a szemünk becsukása után is látható marad. Pozitív utókép, amikor a megmaradt kép azonos az eredetivel, negatív, amikor negatív filmhez hasonló képet látunk. A negatív utókép szinte mindig retinális, a pozitív utókép retinális, vagy látóidegi/agyi eredetű. Bizonyos mértékig mindkettő természetes jelenség, a pozitív utóképen alapul a filmkockák egységes mozgóképnek látása. A napi életvitelt is korlátozó mértékű, a valóságtól nehezen elkülöníthető mértékű utóképjelenség neve palinopsia.
A permanens aura, visual snow és utóképjelenség az alig észlelhetőtől a napi életvitelt erősen korlátozó mértékig változhat. A jelenségeket az orvosok kevéssé ismerik, okai igen kevéssé tisztázottak. A migrénes rohamot kiváltó körülmények, valamint hallucinogén drogok (pld. LSD), többféle gyógyszer, köztük antidepresszánsok erősíthetik a panaszokat.
Mindhárom gondosan kivizsgálandó belgyógyászati, szemészeti, neurológiai és pszichiátriai szempontból is. Agyi térfoglaló folyamat, vérkeringési zavar, epilepszia, lezajlott agyi károsodás, sclerosis multiplex, vérnyomászavar, zöldhályog, retina és látóidegkárosodás, valamint pszichiátriai zavarok, mint pl. depresszió, szorongás, pánikbetegség, droghasználat különösen alaposan vizsgálandó. Amennyiben sikerül az okot feltárni és megszüntetni, van esély a javulásra.

## Vizsgálatok
A migrénes aura igen félelmetes, ijesztő jelenség. Amennyiben visszatérő aurás tüneteket tapasztalunk akár fejfájással, akár fejfájás nélkül, orvoshoz kell fordulni, mivel a tünetek hátterében a viszonylag ártalmatlan migrénnel szemben többféle betegség, köztük agyi vérkeringési zavarok is állhatnak.
A migrénnel neurológusok és a különféle fejfájás ambulanciák foglalkoznak. Fejfájás nélkül jelentkező aurás tünetek esetén az agyi vérkeringési zavarok, esetleg az epilepszia valószínűsége nagyobb, ezért alaposabb kivizsgálás szükséges.
A kivizsgáláshoz neurológiai és szemészeti vizsgálat feltétlenül szükséges. További vizsgálatokként a csigolyarendellenességek megállapítására nyaki röntgen, a nyaki artériák esetleges szűkületének megállapítására nyaki ultrahangvizsgálat, epilepszia kizárására EEG, agyi rendellenességek kizárására CT vagy MRI végezhető. A rizikófaktorok feltárására (pl. magas vérnyomás, magas koleszterinszint) belgyógyászati és laborvizsgálat is célszerű. Kardiológiai vizsgálat feltétlenül és mielőbb szükséges, egy esetleges pitvarfibrilláció felismerése céljából. Esetenként speciális agyi keringési vizsgálat is végezhető.
Fél szemre kiterjedő látászavarok esetén szemfenék keringési vizsgálat, szemfenék ultrahangvizsgálat, OCT vizsgálat is végezhető, egyéb betegségek kizárására.
A rohamok okának feltárásában a beteg is segíthet. Ajánlott egy ideig a naplóvezetés, melyben a napi tevékenység, fogyasztott ételek, napi időjárás, alvásmennyiség, stb. szerepel. A napló adatait a migrénes rohamokkal összevetve esetleg összefüggést lehet találni bizonyos eseményekkel, táplálékokkal stb. Vannak, akik bizonyos időjárási eseményeknél, mások pl. újhold környékén kapnak rohamot, a naplóból az összefüggések könnyebben feltárhatók.

## A roham kiváltó okai
A betegség pontos oka ismeretlen, de az alábbi tényezők sok más egyéb mellett növelhetik a rohamok kialakulásának a valószínűségét.
- időváltozás: hidegfront, melegfront, közelgő zivatarfront
- kialvatlanság, fáradtság
- idegesség, stressz
- szem túlfáradása, túl sok monitornézés, erős fénybe nézés
- fizikai inaktivitás, vagy a megszokottnál erősebb hirtelen fizikai megterhelés
- vérnyomásingadozás
- éhség, szomjúság, kevés folyadékfogyasztás, kiszáradás
- alkohol
- nikotin
- koffeintartalmú szénsavas italok
  - a kávé szerepe nem egyértelmű, van akinél javít, másoknál ront a tüneteken
- hisztamin, tiramin és magas nátrium-glutamát, vagy glutaminsav tartalmú ételek:
  - pezsgő, egyes vörösborok
  - érlelt sajtok
  - füstölt ételek
  - tojásfélék
  - savanyított ételek, savanyú káposzta, ruszli
  - egyes halételek
  - konzervételek
  - vegeta
  - Vegemite
  - kínai ételek, kínaiétterem-szindróma
  - szardellapaszta
  - az összes szójatermék, a szójaolaj is. A szójaszósz és a tofu különösen erős migrénkeltő
- csokoládé
- fahéj
- aszpartám, diétás üdítők
- érösszehúzó hatású orrcsepp, szemcsepp
- a roham közvetlen kiváltó oka többnyire nem deríthető ki

## A roham megelőzése
Kivizsgálás után az esetleg megállapított alapbetegséget (pl. vérkeringési zavar, magas vérnyomás, magas koleszterinszint, magas vércukorszint) is kell kezelni.
A vérnyomás normalizálása elengedhetetlenül fontos.
Amennyiben migrén okozza a tüneteket, különféle, a rohamot megelőző gyógyszerek állnak rendelkezésre. Béta blokkolók, kalcium-csatorna blokkolók, aszpirin, antidepresszánsok, B vitamin, magnéziumcitrát, keringésjavítók, nyugtatók, gingko biloba valamint speciális antimigrén gyógyszerek adhatók az orvos javaslata szerint.
Kerülni kell a fentebb említett, migrént kiváltó helyzeteket (folyadékhiány, túlfáradás, kialvatlanság, stressz, túl sok monitornézés, stb.), de minden olyan módszer alkalmazható, amely a migrén megelőzésére alkalmas. Meditáció, masszázs, autogén tréning kockázatmentesen kipróbálható.

### Folyadékpótlás
Szerencsés esetben a folyadékbevitel emelése is elegendő lehet a rohamok megelőzésére. A kevés folyadékfogyasztás és az ezzel járó szinte észrevehetetlen kiszáradás egyértelműen fokozza a rohamok esélyét.
Gondoskodjunk megfelelő mennyiségű (napi kb. 2 liter) folyadékpótlásról, ne feledkezzünk meg az éjszakai alvás alatti folyadékveszteségről sem, felkelés után igyunk azonnal folyadékot. Szénsavas, cukros, mesterséges édesítőszeres italok, kávé, tej, sör vagy efféle nem megfelelő, a legjobb a natúr ásványvíz vagy a közönséges csapvíz.
Nyári melegben, kiránduláson, különösen autóban, télen központi fűtéses lakásban, hosszabb úton fűtött autóban gyorsan bekövetkezhet a kiszáradás, amit migrénes/aurás roham követhet.

## A roham kezelése
Magát a kialakuló aurát megszüntetni már nem lehet, de általában magától is elmúlik egy órán belül. Ha mégsem múlik el, vagy rosszabbodik, orvoshoz kell fordulni. Lehetőség szerint ajánlatos lefeküdni, a nyak alá a vérkeringés javítására kispárnát tenni és a nyugalom megőrzése mellett türelmesen kivárni a roham végét. A szem becsukása, letakarása és a sötétség könnyebbé teszik a vibráló fények és a látáskimaradás elviselését. Mindenképpen próbáljuk elkerülni, hogy a szorongás elhatalmasodjon rajtunk, mert a vele járó magas vérnyomás csak ronthat az állapoton. Szükség esetén a roham kezdetén, mindjárt az első tünetek megjelenésekor vegyünk be nyugtatót. Az autóvezetést és balesetveszélyes munkát a tünetek elmúlásáig hagyjuk abba.
Az aura fázis lezajlása utáni többnyire féloldali fejfájás kezelése azonos a normál migrénével. Migrénes roham leküzdésére szolgáló speciális gyógyszerek, azok hiányában fejfájáscsillapító, valamint sötétség, csend, ágynyugalom, homlok borogatás, halánték masszázs, alvás ajánlott. Fájdalomcsillapító gyógyszer bevételével nem érdemes megvárni a kialakuló fejfájást, mert akkor később, lassabban és kevésbé hat. Amennyiben az aurát rendszeresen fejfájás követi, már az aurajelenség kezdetén célszerű bevenni a gyógyszert.

### Honlapajánló
- Migraine Aura Foundation
- Migraine and Aura - American Migraine Foundation
- Az aurafajták besorolása a nemzetközi IHS rendszerben

### Videoajánló
- Migraine Aura - YouTube
- What a migraine headache looks like - YouTube
- Video 1. Visual aura of migraine - YouTube

### Cikkek
- Egészség: Mit tehetünk a kínzó fejfájás ellen? - HVG.hu